# Grammaire de l'afrikaans
La grammaire de l'afrikaans montre que l'afrikaans est l'une des langues indo-européennes les plus analytiques. Par rapport aux autres langues indo-européennes, la conjugaison des verbes en afrikaans est relativement simple.

## Prononciation
La prononciation de l'afrikaans diffère grandement de celle du néerlandais.

### Voyelles
| Lettre       | a       | ai   | a/aa  | aai   | e       | e/ee  | o    | oi     | o/oo  | ooi                     | i   | i/ie  | u   | ui   | u/uu | ou                      |
| ------------ | ------- | ---- | ----- | ----- | ------- | ----- | ---- | ------ | ----- | ----------------------- | --- | ----- | --- | ---- | ---- | ----------------------- |
| API          | [a]     | [aɪ] | [aː]  | [aːɪ] | [ɛ]     | [eːə] | [ɔ]  | [ɔɪ]   | [oːə] | [oːɪ] [ɔːɪ]             | [ə] | [ɪː]  | [ə] | [œi] | [y]  | [œu]                    |
| exemple (af) | tak     | kaia | taak  | raai  | bed     | skeep | dof  | oi     | doof  | mooi                    | kis | misie | mus | muis | nuut | mou                     |
| exemple (fr) | taverne | maïs | phare | ail   | estimer | —     | cote | voisin | —     | pas utilisé en français | me  | frire | je  | œil  | murs | pas utilisé en français |

| Lettre       | oe    | oei  | eeu                     | ee > eu     | ei/y > ui               | i(ie) > u               |
| ------------ | ----- | ---- | ----------------------- | ----------- | ----------------------- | ----------------------- |
| API          | [uː]  | [uɪ] | [ɪy]                    | [e] > [ø]   | [æɪ] > [œɪ]             | [ɪː] > [ʏ]              |
| exemple (af) | boek  | koei | leeu                    | lees > leus | ly/lei > lui            | miere > mure            |
| exemple (fr) | route | oui  | pas utilisé en français | neurologie  | pas utilisé en français | pas utilisé en français |

### Consonnes
| Lettre       | b     | d     | f/v       | h h+ee   | k    | l      | m     | n      | p     | s      | t       | z      | r       | g     | g                            | j    | w             | w      |
| ------------ | ----- | ----- | --------- | -------- | ---- | ------ | ----- | ------ | ----- | ------ | ------- | ------ | ------- | ----- | ---------------------------- | ---- | ------------- | ------ |
| API          | [b]   | [d]   | [f]       | [ɦ] [h]  | [k]  | [l]    | [m]   | [n]    | [p]   | [s]    | [t]     | [z]    | [r]     | [g]   | [x]                          | [j]  | [v]           | [w]    |
| exemple (af) | bok   | dof   | fel / vel | hok heel | klim | las    | mamma | nonnie | pappa | sussie | tatta   | zoeloe | kar     | berge | berg                         | jas  | wat           | kwart  |
| exemple (fr) | bulle | dalle | ferme     | h aspiré | kiwi | laitue | matin | nièce  | pelle | sens   | taverne | zoo    | r roulé | gare  | pas d'équivalent en français | miel | voiture wagon | oiseau |

L'afrikaans ne possède pas les lettres c, q et x, dont les sons sont respectivement transcrits par s, kw et ks.

## Groupe nominal

### Noms
Contrairement au néerlandais, les noms afrikaans n'ont pas de genre grammatical, mais il y a une distinction entre le singulier et le pluriel. La marqueur commun du pluriel est l'affixe -e, mais plusieurs types de noms communs forment leur pluriel avec l'affixe -s. Ces derniers sont les noms se terminant par -a, -aar (sauf certains noms se référant à des individus), -aard, -e, -eeu (sauf eeue — qui veut dire « siècle » — dont le pluriel est eeue), -el, -em, -en, -er, -erd, -ie, -ier, -lm, et -rm.
Un certain nombre de noms communs ont des pluriels irréguliers :
| Français        | Afrikaans             |
| --------------- | --------------------- |
| enfant, enfants | kind, kinders         |
| femme, femmes   | vrou, vrouens (vroue) |

### Adjectifs
Les adjectifs s'accordent quand ils précèdent un nom. En règle générale, les adjectifs polysyllabiques sont normalement accordés lorsqu'ils sont utilisés comme des adjectifs épithètes. Cependant, les adjectifs épithètes monosyllabes peuvent être ou ne pas être accordés, cela dépend surtout de règles phonologiques plutôt complexes. Quand un adjectif est accordé, il prend habituellement un -e final et une série de changements morphologiques peut en résulter. Par exemple, le t final après un son /x/, qui disparaît avec les adjectifs invariables comme reg, est rétabli quand l'adjectif est accordé (regte). Un phénomène similaire s'applique à l'apocope du t après /s/. Par exemple, l'adjectif vas devient vaste. Au contraire, les adjectifs se terminant en -d (prononcé /t/) ou -g (prononcé /x/) et qui suivent une voyelle longue ou une diphtongue, perdent le -d et -g, par exemple:
| Prédicat | Traduction | Épithète | Notes                                             |
| -------- | ---------- | -------- | ------------------------------------------------- |
| goed     | bon        | goeie    |                                                   |
| laag     | bas        | lae      |                                                   |
| hoog     | haut       | hoë      | (Le tréma est utilisé ici pour marquer le hiatus) |

Dans quelques cas exceptionnels, après la syncope de la consonne intervocalique, il y a aussi une apocope supplémentaire du marqueur d'inflexion. Par exemple
oud (vieux) - ou (quand il précède un nom)
En général, les mêmes changements morphologiques qui s'appliquent aux adjectifs accordés s'appliquent aussi dans la formation du pluriel de noms. Par exemple, le pluriel de vraag (question) est vrae (questions).

### Articles

#### Définis
L'unique article défini est die, il se traduit donc à la fois par le, la et les. Il est aussi utilisé dans certaines expressions ; par exemple :
"in die tronk" qui signifie "en prison".

#### Indéfinis
L'article indéfini est ’n, mais sa prononciation est [ə], soit un son se rapprochant de eu en français. Il n'est pas toujours prononcé à l'oral, toutefois il est plus sûr de le conserver.
Afrikaans : Afrikaans is ’n Indo-Europese taal.
Français : L'afrikaans est une langue indo-européenne.
À l'écrit, lorsqu'il est en début de phrase, il ne porte pas la majuscule, mais le mot suivant la portera.

## Mots-outils

### Pronoms
Les pronoms personnels sujets et objets sont listés dans le tableau suivant.
| Pronoms personnels        |                           |                           |                           |
| Pronoms personnels sujets | Pronoms personnels sujets | Pronoms personnels objets | Pronoms personnels objets |
| Afrikaans                 | Français                  | Afrikaans                 | Français                  |
| ek                        | je                        | my                        | moi                       |
| jy u                      | toi vous (de vouvoiement) | jou u                     | te vous (de vouvoiement)  |
| hy/sy dit                 | il/elle il ou elle        | hom/haar/dit              | le/la                     |
| ons                       | nous                      | ons                       | nous                      |
| julle                     | vous                      | julle                     | vous                      |
| hulle                     | ils                       | hulle                     | eux                       |

Il n'y a aucune distinction de cas entre ons, julle, et hulle.
Il y a souvent aucune distinction entre les pronoms objets et le pronoms possessifs quand ils sont devant des noms. Par exemple,
my - mon, moi
ons - notre (la forme alternative onse est considérée comme archaïque)
Une exception à la règle précédente est la 3e personne du singulier, ou l'Afrikaans distingues clairement entre hom (lui) et sy (son). De même, le pronoun neutre dit est distingué du possessif sy (son/sa). Pour les pronoms de la 3e personne du pluriel, en considérant que hulle peut aussi signifié leur, une variante hul est fréquemment utilisée en pratique pour le différencier entre leur et ils/eux. De même, julle quand il signifie votre admet une variante jul.

### Prépositions
Il existe un certain nombre de prépositions. La liste suivante n'en retient qu'une partie :
- as gevold van — « en conséquence de »
- naby — "près, proche de"
- names — "au nom de"
- omrede (van) — "à cause de" ou "en conséquence de"
- omtrent — "à propos de"
- ondanks — "en dépit de"
- onder — "sous", "parmi"
- ongeag — "sans se soucier de"

### Conjonctions

#### Les conjonctions de coordination
Les conjonctions de coordination sont au nombre de cinq en afrikaans. Elles n'ont aucun effet sur l'ordre des mots et ne servent qu'à connecter des prépositions. 
- en qui signifie et,
- maar qui signifie mais,
- of qui signifie ou,
- dus et derhalwe qui signifient donc
- want qui signifie car

#### Les conjonctions de subordination
La conjonction de subordination of signifiant "si" ne doit pas être confondue avec la conjonction de coordination of signifiant "ou". La structure "ou si" peut être rendue par en of.

## Verbes

### Présent
Il n'y a, en afrikaans, aucune différence entre l'infinitif et le présent des verbes. Les formes verbales sont les mêmes à toutes les personnes et à tous les nombres. Seuls deux verbes ont un présent irrégulier : wees (être) et hê (avoir) :
| Afrikaans          | Afrikaans  | Afrikaans | Afrikaans | Français           | Français      | Français    | Français   |
| Infinitif          | loop       | wees      | hê        | Infinitif          | courir        | être        | avoir      |
| 1. Sg.             | ek loop    | ek is     | ek het    | 1. Sg.             | je cours      | je suis     | j'ai       |
| 2. Sg.             | jy loop    | jy is     | jy het    | 2. Sg.             | tu cours      | tu es       | tu as      |
| 3. Sg. (masc.)     | hy loop    | hy is     | hy het    | 3. Sg. (masc.)     | il court      | il est      | il a       |
| 3. Sg. (fem.)      | sy loop    | sy is     | sy het    | 3. Sg. (fem.)      | elle court    | elle est    | elle a     |
| 3. Sg. (neutr.)    | dit loop   | dit is    | dit het   | 3. Sg. (neutr.)    | il/elle court | il/elle est | il/elle a  |
| 1. Pl.             | ons loop   | ons is    | ons het   | 1. Pl.             | nous courons  | nous sommes | nous avons |
| 2. Pl.             | julle loop | julle is  | julle het | 2. Pl.             | vous courez   | vous êtes   | vous avez  |
| 3. Pl.             | hulle loop | hulle is  | hulle het | 3. Pl.             | ils courent   | ils sont    | ils ont    |
| Forme de politesse | u loop     | u is      | u het     | Forme de politesse | Vous courez   | Vous êtes   | Vous avez  |

### Parfait
Il y a seulement une forme de passé, le parfait. Il se forme avec l'auxiliaire hê et le préfixe ge- qui précède l'infinitif.
| Afrikaans      | Français                     |
| -------------- | ---------------------------- |
| Ek het geloop. | Je courais. (ou j'ai couru.) |
| Ek het gegaan. | J'allais. (ou je suis allé.) |

#### Préfixe
Pour les verbes portant des préfixes, le ge- est placé entre le préfixe et le radical.
Afrikaans : Ek het afgehaal.
Français : J'allais chercher. (ou Je suis allé chercher.)
Toutefois il existe quatre préfixes qui n'obéissent pas à cette règle. En effet, les verbes portant les préfixes ver-, be-, ont- et her- perdent le ge- (en somme l'infinitif est identique au participe passé):
Afrikaans : Hulle het verkoop.
Français : Ils vendaient. (ou Ils ont vendu.)
En somme le parfait se construit avec l'auxiliaire het + participe passé, qui—sauf pour le verbe hê (participe passé : gehad), les verbes ayant un préfixe normal (voir ci-dessus reghelp (participe passé reggehelp) et les verbes portant une des exceptions—se forme en ajoutant le préfixe ge- à l'infinitif du verbe. Par exemple,
Ek breek - Je casse
Ek het gebreek - Je cassais, J'ai cassé, j'avais cassé

#### Prétérit
Pour exactement huit verbes, il existe, en plus du parfait, encore une forme de prétérit :
| Afrikaans | Afrikaans | Français  |
| Infinitif | Passé     | Infinitif |
| wees      | was       | être      |
| hê        | had       | avoir     |
| kan       | kon       | pouvoir   |
| moet      | moes      | devoir    |
| wil       | wou       | vouloir   |
| sal       | sou       | devenir   |
| weet      | wis       | savoir    |
| dink      | dag/dog   | penser    |

L'afrikaans ne possède pas non plus de plus-que-parfait. Le plus-que-parfait, comme le prétérit, est exprimé par le parfait.

### Futur
Le futur est formé par les auxiliaires gaan (lorsqu'il s'agit d'intentions, il se traduit par "aller + infinitif") et sal (les événements qu'on ne peut pas influencer) et l'infinitif :
| Afrikaans          | Français              |
| ------------------ | --------------------- |
| Ek gaan môre lees. | Demain, je vais lire. |
| Ons sal sien.      | Nous verrons.         |

### Conditionnel
Le conditionnel est formé avec la forme passé de l'auxiliaire sal et de l'infinitif, soit sou + infinitif:
| Afrikaans     | Français       |
| ------------- | -------------- |
| Ek sou wees.  | Je serais.     |
| Ons sou sien. | Nous verrions. |

Quand un "si" précède une proposition au conditionnel, il est habituel de rajouter un dan devant le sou.
Afrikaans : As jy minder sou eet, (dan) sou jy nie so vet wees nie.
Français : Si tu mangeais moins, tu ne serais pas si grosse.

### Impératif

#### Affirmatif
L'impératif affirmatif correspond à l'infinitif, que ce soit pour la deuxième personne du singulier que la deuxième du pluriel.
| Afrikaans | Français                         |
| --------- | -------------------------------- |
| Wees bly! | Sois joyeux! (ou Soyez joyeux!!) |
| Gaan sit! | Assieds-toi!                     |

Pour traduire la première personne du pluriel, on emploie laat + pronom sujet (ici, ons) + infinitif ou kom + pronom sujet (ici, ons) + infinitif.
Afrikaans : Laat ons gaan!
Afrikaans : Kom ons gaan!
Français : Allons-y!

#### Négatif
L'impératif négatif est formé par l'insertion de moenie ... nie (comme le français "ne...pas").
| Afrikaans                   | Français             |
| --------------------------- | -------------------- |
| Moenie dit vir hom gee nie! | Ne le lui donne pas. |
| Moenie gaan nie!            | N'y va pas!          |

Pour plus d'emphase, moet et nie peuvent être séparé, par exemple, en reprenant la phrase 1 du tableau, cela donne :
Afrikaans : Moet dit nie vir hom gee nie.
Français : Ne le lui donne pas.

### Passif
Comme les autres langues germaniques, l'Afrikaans a une voix passive analytique qui est formée au présent par l'utilisation de l'auxiliaire word + participe passé, et, au passé, par l'utilisation de l'auxiliaire is + participe passé. Par exemple,
Afrikaans : Dit word gemaak
Français : C'est fait (dans le sens C'est en train d'être fait)
Afrikaans : Dit is (Dis) gemaak
Français : C'est fait, Çà a été fait (donc C'est déjà fait)

### Participe

#### Passé
Comme cela a déjà été mentionné le participe passé se forme par l'ajout du préfixe ge- à l'infinitif (une unique exception : hê – gehad).

#### Présent
Le participe présent est formé pendant quand on ajoute à l'infinitif l'affixe –ende. Ici il faut faire attention aux règles d'orthographe :
sing – singende  (chanter)
hang – hangende  (pendre)
sien – sienende  (voir)
loop – lopende  (courir) (aa, ee, oo, ou uu deviennent a, e, o,' ou 'u, si une consonne et une voyelle les suit)
lag – laggende  (rire) (une consonne placée à la fin de mot est doublée si a, e, o, ou u la précède)
Il y a deux exceptions :
wees – synde  (être)
hê – hebbende  (avoir)

## Adverbes
Lors de l'emploi d'adverbes, on double l'infinitif :
Afrikaans : Die kinders het lag-lag die straat afgegaan.
Français : Les enfants descendaient en riant dans la rue.

## Syntaxe

### Ordre des mots
L'ordre des mots en afrikaans est strict. Dans beaucoup de livres sud-africains l'ordre des mots est présenté par la règle "STOMPI". Le nom de cette règle indique l'ordre dans lesquelles les parties de la phrase doivent apparaitre.
| La règle "STOMPI" |               |       |       |         |              |              |           |
| S                 | v1            | T     | O     | M       | P            | v2           | I         |
| Sujet             | Premier verbe | Temps | Objet | Manière | Place (Lieu) | Second verbe | Infinitif |

L'ordre des mots en afrikaans suit presque les mêmes règles qu'en néerlandais: dans les propositions principales, le verbe fini apparait en "seconde position" (Langue V2), tandis que la proposition principale a un ordre SOV, avec le verbe à la fin (ou presque) de la proposition.
| Afrikaans               | English                   |
| ----------------------- | ------------------------- |
| Hy is siek.             | Il est malade.            |
| Ek weet dat hy siek is. | Je sais qu'il est malade. |

Comme en néerlandais et en allemand, les participes passés et les infinitifs apparaissent à la fin des propositions principales, séparé de l'auxiliaire qui leur correspond. Par exemple,
Afrikaans: Hy het 'n huis gekoop.
Français: Il a acheté une maison.
Les propositions relatives commencent habituellement par le pronom "wat", utilisé pour des antécédents tant personnels que non-personnels. Par exemple,
Afrikaans: Die man wat hier gebly het was 'n Amerikaner.
Français: L'homme qui se trouvait ici était un américain.
Parfois une proposition relative pourra commencer par une préposition + "wie" quand elle se réfère à un antécédent personnel, ou une agglutination entren "waar" et une préposition quand elle se réfère à un antécédent impersonnel.

### Double négation
Une des particularités de l'afrikaans est l'emploi de la double négation, ce qui est absent des autres langues germaniques. Par exemple,
Afrikaans : Hy kan nie Afrikaans praat nie. (lit. Il peut ne afrikaans parler pas.)
Français : Il ne peut pas parler afrikaans.
Des origines tant françaises que San ont été suggérées pour la double négation en afrikaans. La double négation est encore présente dans les dialectes bas-franciques de la Flandre occidentale et dans quelques villages "isolés" au centre des Pays-Bas, elle y prend différentes formes. Par exemple :
| Afrikaans                                                | Français                 |
| -------------------------------------------------------- | ------------------------ |
| Ek wil dit nie doen nie. (lit. Je veux ça ne faire pas.) | Je ne veux pas faire ça. |

Le -ne était l'élément exprimant la négation en vieux francique mais que puisque le -ne devint de moins en moins exprimé, nie fut utilisé en complément du -ne. Avec le temps le -ne a disparu dans la plupart des dialectes du bas-francique néerlandais. 
La construction de la double négation a été complètement grammaticalisée en afrikaans standard et son usage suit une série de règles assez complexes comme les exemples ci-dessous les présentent:
| Afrikaans                                             | Français                                        |
| ----------------------------------------------------- | ----------------------------------------------- |
| Ek het nie geweet dat hy sou kom nie.                 | Je ne savais pas qu'il viendrait.               |
| Ek het geweet dat hy nie sou kom nie.                 | Je savais qu'il ne viendrait pas.               |
| Ek het nie geweet dat hy nie sou kom nie.             | je ne savais pas qu'il ne viendrait pas.        |
| Hy sal nie kom nie, want hy is siek.                  | Il ne viendra pas car il est malade.            |
| Dis (Dit is) nie so moeilik om Afrikaans te leer nie. | Il n'est pas difficile d'apprendre l'afrikaans. |

Une exception notable est l'utilisation de la négation qui correspond au présent. Dans ce cas il y a seulement une négation.
| Afrikaans                                                  | Français                                  |
| ---------------------------------------------------------- | ----------------------------------------- |
| Hy is in hospitaal, maar hy eet nie. (lit. …il mange pas.) | Il est à l'hôpital, mais il ne mange pas. |

Certains mots en afrikaans fusionnent à cause de la grammaire. Par exemple, moet nie, qui signifie littéralement « ne doit pas », devient souvent moenie, et dans la pratique, bien que l’usage n’est pas correct, pratiquement tous les locuteurs pratiquent cette fusion.